# Mónica López (deportista)
Mónica López (ca. 1957) es una deportista argentina que compitió en natación adaptada, destacada por haber ganado cuatro medallas paralímpicas en los Juegos Paralímpicos de Arnhem 1980. Por sus logros deportivos fue reconocida en Argentina como Maestra del Deporte.

## Carrera deportiva

### Juegos Paralímpicos de Arnhem  1980
Mónica López compitió en cuatro eventos de natación en los Juegos Paralímpicos de Arnhem 1980, obteniendo medallas en todos ellos.

## Cuatro medallas en natación, una de oro y tres de plata
Mónica López integró en Arnhem 1980 un equipo de natación adaptada que tuvo un excelente desempeño, obteniendo 4 medallas de oro y un total de 11 medallas (una de ellas en posta), que lo ubicó en la posición 11.ª del medallero general de natación en los juegos y 8ª en el medallero de natación femenino. Todas las medallas fueron obtenidas por el equipo femenino. López integró el equipo junto a las nadadoras Eugenia García, Marcela Rizzotto y Susana Masciotra y actuó en cuatro eventos, obteniendo medalla en todos ellos.
| Natación Mujeres 25 m pecho 1B Participantes: 3 | Natación Mujeres 25 m pecho 1B Participantes: 3 | Natación Mujeres 25 m pecho 1B Participantes: 3 | Natación Mujeres 25 m pecho 1B Participantes: 3 | Natación Mujeres 25 m pecho 1B Participantes: 3 |
|                                                 | Atleta                                          | País                                            | Tiempo                                          |                                                 |
| ----------------------------------------------- | ----------------------------------------------- | ----------------------------------------------- | ----------------------------------------------- | ----------------------------------------------- |
| 1                                               | Mónica López                                    | Argentina                                       | 44.71                                           |                                                 |
| 2                                               | Eileen Robertson                                | Zimbabue                                        | 47.75                                           |                                                 |
| 3                                               | B. Baum                                         | Estados Unidos                                  | 1:18.74                                         |                                                 |
| Fuente: IPC.                                    |                                                 |                                                 |                                                 |                                                 |

| Natación Mujeres 25 m libre 1B Participantes: 4 | Natación Mujeres 25 m libre 1B Participantes: 4 | Natación Mujeres 25 m libre 1B Participantes: 4 | Natación Mujeres 25 m libre 1B Participantes: 4 | Natación Mujeres 25 m libre 1B Participantes: 4 |
|                                                 | Atleta                                          | País                                            | Tiempo                                          |                                                 |
| ----------------------------------------------- | ----------------------------------------------- | ----------------------------------------------- | ----------------------------------------------- | ----------------------------------------------- |
| 1                                               | Martha Sandoval                                 | México                                          | 32.93                                           |                                                 |
| 2                                               | Mónica López                                    | Argentina                                       | 41.74                                           |                                                 |
| 3                                               | Eileen Robertson                                | Zimbabue                                        | 44.29                                           |                                                 |
| Fuente: IPC.                                    |                                                 |                                                 |                                                 |                                                 |

| Natación Mujeres 25 m espalda 1B Participantes: 5 | Natación Mujeres 25 m espalda 1B Participantes: 5 | Natación Mujeres 25 m espalda 1B Participantes: 5 | Natación Mujeres 25 m espalda 1B Participantes: 5 | Natación Mujeres 25 m espalda 1B Participantes: 5 |
|                                                   | Atleta                                            | País                                              | Tiempo                                            |                                                   |
| ------------------------------------------------- | ------------------------------------------------- | ------------------------------------------------- | ------------------------------------------------- | ------------------------------------------------- |
| 1                                                 | Martha Sandoval                                   | México                                            | 33.12                                             |                                                   |
| 2                                                 | Mónica López                                      | Argentina                                         | 41.26                                             |                                                   |
| 3                                                 | Eileen Robertson                                  | Zimbabue                                          | 44.25                                             |                                                   |
| Fuente: IPC.                                      |                                                   |                                                   |                                                   |                                                   |

| Natación Mujeres Posta 3x25 m libre 1A-1C Participantes: 5 | Natación Mujeres Posta 3x25 m libre 1A-1C Participantes: 5 | Natación Mujeres Posta 3x25 m libre 1A-1C Participantes: 5 | Natación Mujeres Posta 3x25 m libre 1A-1C Participantes: 5 | Natación Mujeres Posta 3x25 m libre 1A-1C Participantes: 5 |
|                                                            | Atleta                                                     | País                                                       | Tiempo                                                     |                                                            |
| ---------------------------------------------------------- | ---------------------------------------------------------- | ---------------------------------------------------------- | ---------------------------------------------------------- | ---------------------------------------------------------- |
| 1                                                          | Karen Donaldson C. Patton Sharon Myers                     | Estados Unidos                                             | 1:44.17                                                    |                                                            |
| 2                                                          | Eugenia García Mónica López Susana Masciotra               | Argentina                                                  | 2:38.95                                                    |                                                            |
| Fuente: IPC.                                               |                                                            |                                                            |                                                            |                                                            |